# 溴二碘甲烷
溴二碘甲烷是一种有机化合物，化学式为CHBrI2。它可由三碘甲烷和溴在四氯化碳中于0 °C反应得到，产率52%。它和五氯化锑反应，可以得到氯溴碘甲烷。它在苄基三乙基氯化铵的存在下于氢氧化钠的浓溶液中可以形成溴碘卡宾，和烯烃反应形成三元环。